# Берч-Лейк (тауншип, Миннесота)
Берч-Лейк (англ. Birch Lake) — тауншип в округе Касс, Миннесота, США. На 2000 год его население составило 573 человека.

## География
По данным Бюро переписи населения США площадь тауншипа составляет 91,6 км², из которых 74,4 км² занимает суша, а 17,2 км² — вода (18,76 %).

## Демография
По данным переписи населения 2000 года здесь находились 573 человека, 259 домохозяйств и 188 семей.  Плотность населения —  7,7 чел./км².  На территории тауншипа расположено 647 построек со средней плотностью 8,7 построек на один квадратный километр. Расовый состав населения: 98,43 % белых и 1,57 % приходится на две или более других рас.
Из 259 домохозяйств в 17,0 % воспитывались дети до 18 лет, в 69,9 % проживали супружеские пары, в 2,3 % проживали незамужние женщины и в 27,4 % домохозяйств проживали несемейные люди. 24,7 % домохозяйств состояли из одного человека, при том 7,7 % из — одиноких пожилых людей старше 65 лет. Средний размер домохозяйства — 2,21, а семьи — 2,61 человека.
17,1 % населения — младше 18 лет, 4,0 % — в возрасте от 18 до 24 лет, 15,7 % — от 25 до 44, 38,7 % — от 45 до 64, и 24,4 % — старше 65 лет. Средний возраст — 53 года. На каждые 100 женщин приходилось 105,4 мужчин.  На каждые 100 женщин старше 18 приходилось 109,3 мужчин.
Средний годовой доход домохозяйства составлял 36 042 доллара, а средний годовой доход семьи —  39 327 долларов. Средний доход мужчин —  31 500  долларов, в то время как у женщин — 26 875. Доход на душу населения составил 18 687 долларов. За чертой бедности находились 2,8 % семей и 5,4 % всего населения тауншипа, из которых 13,1 % младше 18 и 1,5 % старше 65 лет.